# Opuntia apurimacensis
Opuntia apurimacensis là một loài thực vật có hoa trong họ Cactaceae. Loài này được (F. Ritter) R. Crook & Mottram mô tả khoa học đầu tiên năm 1995.